# Erhard Göpel

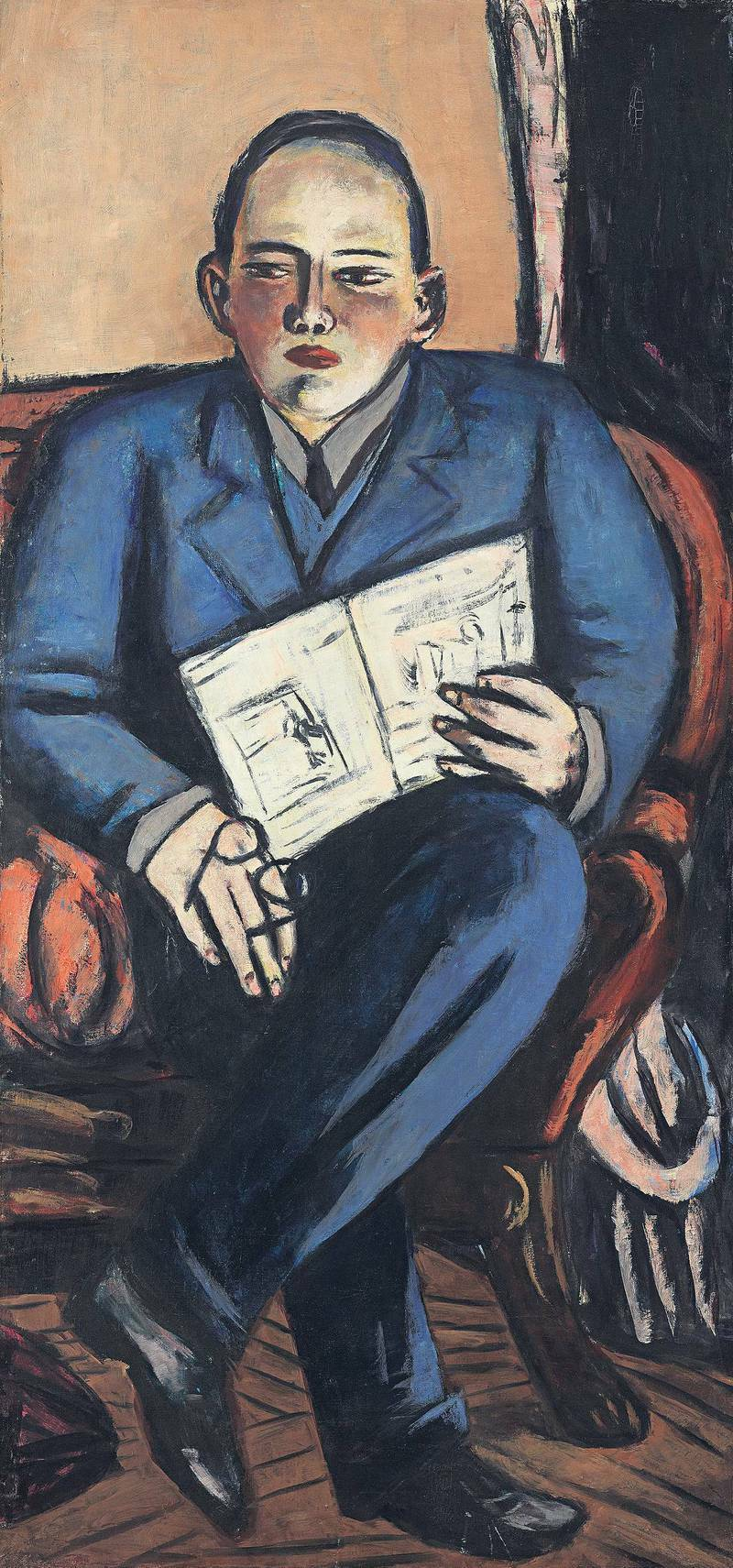
Max Beckmann: Portret van Erhard Göpel (1944), Alte Nationalgalerie, Berlijn

Friedrich Wilhelm Erhard Göpel (Leipzig, (Duitsland) 3 juni 1906 - München, 29 oktober 1966) was een Duits kunsthistoricus en hooggeplaatste nazi die kunst verwierf voor Hitlers Führermuseum. De kunst die Göpel verwierf betrof ook geroofde kunst.

## Leven en werk voor 1939
Erhard Göpel studeerde kunstgeschiedenis en promoveerde in 1937 met zijn proefschrift over "Anthonis van Dyck, Philipp Le Roy en de kopergraveurs". Hij was een liefhebber van moderne kunst en schreef als kunstcriticus voor liberale dagbladen als de Vossische Zeitung, Berliner Tageblatt en de Frankfurter Zeitung. Ook schreef hij artikelen voor het tijdschrift Kunst und Künstler, uitgegeven door Karl Scheffler.

## Tweede Wereldoorlog
Aan het begin van de Tweede Wereldoorlog werkte Göpel als tolk voor verschillende strijdkrachten. Vanaf februari 1942 was hij de vertegenwoordiger van de Sonderauftrag Linz in de Nederland, België en Frankrijk. De Sonderauftrag Linz was een operatie die was opgezet om kunst te verwerven voor Hitlers geplande Führermuseum in Linz. Een groot deel van de werken was geplunderd van Joden of onder dwang verworven.
Samen met Hildebrand Gurlitt, die tevens namens het naziregime handelde in kunst, bezocht Göpel de Duitse kunstschilder Max Beckmann in de herfst van 1944. Ze waren op dat moment in Nederland om schilderijen te kopen voor het Führermuseum.
Göpel speelde in 1943 een leidende rol bij de verwerving van kunst die geconfisqueerd was van Joden, waaronder de werken die onderdeel waren van de kunstcollectie van Alphonse Schloss. De collectie was gestolen van de eigenaren in Zuid-Frankrijk. Hiervoor werkte Göpel samen met de politie van de Vichy-regime en de staf van Reichsleiter Rosenberg (ERR). De collectie werd gestolen uit het kasteel van Chambon in Zuid-Frankrijk en werd overgedragen aan de Vichy-regering. Het Louvre verwierf 49 van de 330 schilderijen. Van de resterende werken werden 262 werken door Göpel en Bruno Lohse geselecteerd voor het museum in Linz. Göpel en Lohse ontvingen de werken van de op 3 november 1943 in het Jeu de Paume Museum, het ERR-depot. Vanuit daar werden ze naar Duitsland vervoerd.

## Onderzoek door de Art Looting Investigation Unit, 1945-1946
Erhard Göpel werd beschouwd als een centraal figuur in de roof van kunst, met name kunst van Joodse verzamelaars. In 1945 en 1946 publiceerde de OSS Art Looting Investigation Unit een reeks rapporten over de nazi-roofkunsthandel. Erhard Göpel wordt genoemd in de ondervragingsrapporten over Hitlers Führermuseum, de ERR en de Hermann Göring-collectie. Ook kwam hij voor in de gedetailleerde ondervragingsrapporten van andere betrokkenen, waaronder Hermann Voss, Heinrich Hoffmann en Bruno Lohse.

## Na de Tweede Wereldoorlog
Na 1948 werkte Göpel in München als docent bij Prestel-Verlag en als kunstcriticus schreef hij onder meer artikelen voor de Süddeutsche Zeitung en Die Zeit. Hij ambieerde een museumcarrière bij de Bayerische Staatsgemäldesammlungen maar dit mislukte door zijn activiteiten tijdens de Tweede Wereldoorlog.
Göpel werkte aan een boek over Max Beckmann en publiceerde in 1954 'Max Beckmann der Konstruktor'. In 1955 schreef hij 'Max Beckmann in zijn late jaren'. Beckmanns dagboeken die hij bijhield tussen 1940 en 1950 verwerkte Göpel in een reeks essays getiteld 'Max Beckmann. Ooggetuigenverslagen’.
In 1953 was Göpel mede-oprichter van de Max Beckmann Society. Zijn levenslange werk voor Beckmann culmineerde in de grote tweedelige catalogus van schilderijen die zijn vrouw Barbara Göpel na zijn dood in 1966 voltooide met de hulp van de Max Beckmann Society en die verscheen in 1976.

## Schenking van de Göpel-collectie aan het Berlijnse museum
In 2018 schonk Göpels weduwe Barbara zijn collectie Max Beckmann-kunstwerken aan de Berlijnse Staatsmusea (Staatlichen Museen Berlin). De collectie bevatte onder meer 46 tekeningen en 52 afbeeldingen van Beckmann, plus een landschap van Hans Purrmann. De schenking werd als controversieel gezien vanwege de rol die Göpel had gespeeld tijdens de Tweede Wereldoorlog. De Berlijnse Staatsmusea gaven een verklaring af waarin stond dat er "geen concrete reden was om te vermoeden dat deze werken werden geplunderd".

## Rechtsherstel
In 2014 werd De Heilige Familie in een tuin van de Meester van de Antwerpse Aanbidding teruggegeven aan de erfgenamen van Hans Ludwig Larsen. Tijdens de Duitse bezetting was dit werk geconfisqueerd. Göpel had het op 25 januari 1943 verworven voor het Führermuseum bij veilinghuis voor kunst en antiek ‘Van Marle en Bignell’ in Den Haag.

## Portret
In 1944 schilderde Beckmann een portret van Göpel. Kunsthistorici Christian Fuhrmeister en Susanne Kienlechner analyseerden Beckmanns schilderij Traum von Monte Carlo uit 1943 en identificeerden Göpel en Bruno Lohse, een beruchte nazi-kunstplunderaar, als de centrale figuren op het schilderij.